# Oroszlány (distrikt)
Oroszlány är ett distrikt i Ungern. Det ligger i provinsen Komárom-Esztergom, i den västra delen av landet, 60 km väster om huvudstaden Budapest.